# ماله پییاتسه
ماله پییاتسه (به صربی: Male Pijace) یک منطقهٔ مسکونی در صربستان است که در ناحیه بانات شمالی واقع شده‌است. ماله پییاتسه ۱٬۹۸۸ نفر جمعیت دارد و ۷۷ متر بالاتر از سطح دریا واقع شده‌است.